# Batman a Robin
Batman a Robin (v anglickém originále Batman & Robin) je americký akční film z roku 1997, který natočil Joel Schumacher podle komiksových příběhů o Batmanovi. Titulní postavu ztvárnil George Clooney, jenž vystřídal Vala Kilmera a Michaela Keatona, kteří hráli Batmana v předchozích celovečerních snímcích. Do amerických kin byl film, jehož rozpočet činil 125 milionů dolarů, uveden 20. června 1997, přičemž celosvětově utržil 238 207 122 dolarů. Jedná se o čtvrtý a poslední snímek batmanovské filmové série 80. a 90. let 20. století.

## Příběh
V Gotham City se objeví nový nebezpečný zločinec Mr. Freeze, který svými zbraněmi mrazí lidi do ledu a který loupí diamanty. Do města však ze své laboratoře uprostřed džungle dorazí i Travička Ivy, dříve zapálená experimentální botanička a nyní, po mutaci ve směsi chemikálií, jedů a toxinů, zmutovaná ekoteroristka, která má v plánu vyhladit lidstvo. Batmanovi a Robinovi ale dorazí nečekaná pomoc v podobě Alfredovy neteře Barbary, z níž se stane Batgirl.

## Obsazení
- Arnold Schwarzenegger jako doktor Victor Fries / Mr. Freeze
- George Clooney jako Bruce Wayne / Batman
- Chris O'Donnell jako Dick Grayson / Robin
- Uma Thurman jako doktorka Pamela Isleyová / Travička Ivy (v originále Poison Ivy)
- Alicia Silverstone jako Barbara Wilsonová / Batgirl
- Michael Gough jako Alfred Pennyworth
- Pat Hingle jako komisař Gordon
- Elle Macpherson jako Julie Madisonová
- John Glover jako doktor Jason Woodrue
- Vivica A. Fox jako Ms. B. Haven
- Vendela K. Thommessen jako Nora Friesová
- Elizabeth Sanders jako Drbna Gerty (v originále Gossip Gerty)